# Энакалле
Энакалле — правитель (энси) древнего шумерского города Умма, правивший в XXIV веке до н. э.
Был посажен на престол после поражения и свержения предыдущего энси Уша в борьбе против Лагаша. Энакалле признал власть Эанатума и обязался платить Лагашу дань, примерно 300 тысяч литров ячменя в год.
После Энакалле царская власть в Умме перешла к Ур-Лумме, который отложился от Лагаша и вновь возглавил борьбу уммаитов за полосу Гуэден.